# Castrejón de Trabancos
Castrejón de Trabancos es un municipio de España, en la provincia de Valladolid, comunidad autónoma de Castilla y León. Tiene una superficie de 30,20 km² con una población de 176 habitantes (INE 2024) y una densidad de 5,83 hab/km².

## Historia
Castrejón de Trabancos es una de las poblaciones surgidas en el valle del río Trabancos, ya que la presencia del curso del agua y la facilidad defensiva motivarían una temprana ocupación de este territorio.
Por ello, la población estuvo asentada sobre la parte más alta de la colina alrededor del siglo XI, como atestiguan los restos encontrados en la Villa. La población pudo haberse establecido alrededor de un pequeño castillo rodeado de un recinto amurallado, del cual proviene su nombre, Castrejón (diminutivo de castillo)
En este periodo, la coyuntural separación de León y Castilla la convirtió en lugar fronterizo y fortificado, escenario de hechos de armas entre ambos reinos. Tras estos acontecimientos, encontramos en el año 1265 documentos sobre la denominada Villa de Castrilon la cual pasaría en el siglo XV a ser propiedad del Señorío de los Fonseca, importantes nobles castellanos.

## Geografía humana

### Demografía
Cuenta con una población de 176 habitantes (INE 2024).

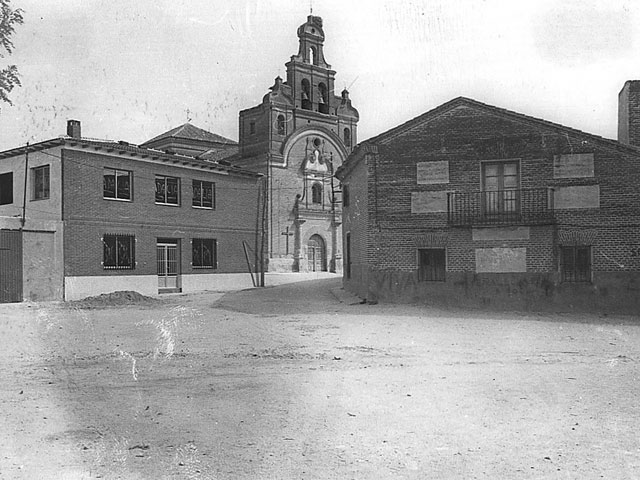
Iglesia de Santa María del Castillo. Iglesia que tras ser arrasada por los franceses se dedicó a la Asunción.

| Gráfica de evolución demográfica de Castrejón de Trabancos entre 1842 y 2021 |
| |
| Población de derecho según los censos de población del INE Población de hecho según los censos de población del INEEn estos censos se denominaba Castrejón: 1842, 1857, 1860, 1877, 1887, 1897, 1900, 1910, 1920, 1930, 1940, 1950, 1960, 1970, 1981 y 1991 |

| 285                        | 277 | 250 | 194 | 194 | 177 |
| (Fuente: [cita requerida]) |     |     |     |     |     |

## Monumentos
En el centro de la localidad, se ubica la Iglesia de Nuestra Señora de la Asunción, del siglo XVIII, barroca y toda ella de ladrillo. La nave se cubre con bóveda de cañón con lunetos y el crucero con una interesante cúpula. En su interior guarda un retablo neoclásico en el altar mayor que representa a la Virgen María durante el ascenso flanqueada por los santos Sebastián y Martín que le entregan parte de su capa a una persona pobre, y un crucifijo del siglo XVII. La iglesia puede visitarse contactando con el Ayuntamiento.
Al final de la ladera en la que se encuentra el pueblo, está la iglesia de Nuestra Señora del Castillo, de la que apenas quedaron restos, tras la Guerra de la Independencia.
El recorrido por el casco urbano integra una gran cantidad de casas antiguas que ostentan blasones, el Ayuntamiento que es un edificio moderno pero muy bello y los diferentes espacios culturales que tiene Castrejón.

## Fiestas
Las fiestas más importantes son las de Nuestra Señora de la Asunción y San Roque, del 14 al 18 del agosto. En ellas se realizan los tradicionales encierros por el campo y las calles, así como una capea popular, cuya plaza de toros está ubicada en la mismísima plaza Mayor. Otras fiestas menores son San Antón el 17 de enero, con una peculiar bendición de los animales y el Lunes de Aguas, lunes siguiente al de Resurrección, con una merienda en el campo.